# Rechtliche Anerkennung von Gebärdensprachen
Die Rechtliche Anerkennung der einzelnen Gebärdensprachen ist sehr unterschiedlich. In einigen Rechtsräumen (Ländern, Staaten, Provinzen oder Regionen) wird eine Gebärdensprache als Amtssprache anerkannt; in anderen hat sie in bestimmten Bereichen (wie etwa im Bildungswesen) einen geschützten Status. Obwohl eine Regierung in ihrer Verfassung (oder ihren Gesetzen) festlegen kann, dass eine „Gebärdensprache“ anerkannt wird, kann es sein, dass sie nicht angibt, welche Gebärdensprache es ist; es können mehrere verschiedene Gebärdensprachen allgemein verwendet werden.
Der am häufigsten verwendete Rahmen für die rechtliche Anerkennung von Gebärdensprachen, der vom World Federation of the Deaf übernommen und weiterentwickelt wurde, wurde von Dr. Maartje De Meulder entwickelt.
Die Ausweitung der rechtlichen Anerkennung ist ein Hauptanliegen der Gehörlosencommunity. Symbolische Anerkennung garantiert jedoch keine Verbesserung des Lebens von Gebärdensprachbenutzern. Es wird argumentiert, dass Gebärdensprachen nicht nur als Unterstützung für behinderte Menschen, sondern als Kommunikationsmedium in Sprachgemeinschaften unterstützt werden sollten.

## Status nach Land

### Australien
Auslan wurde von der australischen Regierung in Grundsatzerklärungen von 1987 und 1991 als „Gemeinschaftssprache neben Englisch“ und als bevorzugte Sprache der Gehörlosengemeinschaft anerkannt. Obwohl die Anerkennung nicht die Bereitstellung von Dienstleistungen in Auslan garantiert, wird seine Verwendung in der Gehörlosenausbildung und durch Auslan-Englisch-Dolmetscher immer üblicher.

### Belgien

#### Flämische Gemeinschaft
Die Vlaamse Gebarentaal (VGT, Flämische Gebärdensprache) wurde am 24. April 2006 vom flämischen Parlament anerkannt. Die Anerkennung beinhaltet:
1. eine kulturelle (symbolische) Anerkennung
2. die Bildung einer Kommission zur Beratung der flämischen Regierung in allen VGT-bezogenen Angelegenheiten
3. Förderung der VGT Forschung und Entwicklung[Anm. 2]

#### Französische Gemeinschaft
Das belgische Parlament der Französischen Gemeinschaft hat die Langue des Signes de Belgique francophone (LSFB, Französisch-Belgische Gebärdensprache) per Dekret im Oktober 2003 anerkannt. Die Anerkennung beinhaltet:
1. kulturelle (symbolische) Anerkennung
2. die Bildung einer Kommission zur Beratung der Regierung der Französischen Gemeinschaft in allen Angelegenheiten, die die LSFB betreffen

Laut dem Décret relatif à la reconnaissance de la langue des signes (Dekret zur Anerkennung der Gebärdensprache) „handelt es sich um eine symbolische Anerkennung, die mit einer allgemeinen Maßnahme einhergeht, die es jedem Minister erlaubt, in den Bereichen tätig zu werden, die in seinen Zuständigkeitsbereich fallen.“

### Brasilien
Obwohl die Língua Brasileira de Sinais (LIBRAS, Brasilianische Gebärdensprache) im Jahr 2002 gesetzlich anerkannt wurde, wurde in einem Gesetz aus dem Jahr 2005 festgelegt, dass sie das geschriebene Portugiesisch nicht ersetzen darf. Die Sprache muss als Teil des Lehrplans für Logopädie unterrichtet werden und LIBRAS ist ein Wahlfach im Grundstudium.

### Chile
Die Chilean Sign Language (spanisch Lengua de Señas Chilena oder LSCh) wurde 2010 als Gesetz Nr. 20.422 erlassen, um behinderten Menschen Chancengleichheit zu gewährleisten. Das Gesetz erkennt die Gebärdensprache als natürliches Kommunikationsmittel für die Gehörlosengemeinschaft an.

### Dänemark
Die Dansk tegnsprog (Dänische Gebärdensprache, DTS) wurde am 13. Mai 2014 gesetzlich anerkannt. Das Folketing gründete den Dänischen Gebärdensprachrat, „um Grundsätze und Richtlinien für die Überwachung der dänischen Gebärdensprache auszuarbeiten und Rat und Informationen zur dänischen Gebärdensprache anzubieten.“

### Deutschland
Die Deutsche Gebärdensprache wurde 2002 anerkannt.

### Europäische Union
Am 17. Juni 1988 verabschiedete das Europäische Parlament einstimmig eine Entschließung zu Gebärdensprachen. In der Entschließung wird vorgeschlagen, dass alle Mitgliedstaaten ihre Gebärdensprachen als offizielle Sprachen der Gehörlosengemeinschaft anerkennen.
The European Parliament […] calls on the Commission to make a proposal to the Council concerning official recognition of the sign language used by deaf people in each Member State.
Das EP verabschiedete 1998 eine weitere Entschließung mit im Wesentlichen demselben Inhalt wie die Entschließung von 1988. Eine dritte Entschließung wurde 2016 verabschiedet. Sie wurde von Helga Stevens verfasst, der ersten gehörlosen weiblichen Europaabgeordneten Europas und von 2005 bis 2007 Präsidentin der European Union of the Deaf. Die Entschließung zu Gebärdensprache und professionellen Gebärdensprachdolmetschern stützt sich auf Gehörlosenschulen und Linguistik.

### Finnland
Die Finnish Sign Language wurde im August 1995 in der Verfassung anerkannt:
Abschnitt 17 - Recht auf die eigene Sprache und Kultur […] Die Rechte von Personen, die die Gebärdensprache verwenden, und von Personen, die aufgrund einer Behinderung auf Dolmetsch- oder Übersetzungshilfe angewiesen sind, werden durch ein Gesetz gewährleistet.

### Indischer Subkontinent
Obwohl die Indo-Pakistan Sign Language (IPSL) offiziell nicht anerkannt ist, wird sie in Indien, Bangladesch und Pakistan verwendet.

### Irland
Das irische Parlament verabschiedete am 14. Dezember 2017 den Irish Sign Language Act 2017 der am 24. Dezember desselben Jahres von Präsident Michael D. Higgins unterzeichnet wurde. Damit wurde die Irish Sign Language (ISL) rechtlich anerkannt. Vor 2017 gab es für Gehörlose kein automatisches Recht auf einen ISL-Dolmetscher außer bei Strafverfahren. Die Anerkennung der ISL bietet mehr gesetzliche Rechte und einen besseren Zugang zu öffentlichen Dienstleistungen, einschließlich Bildung, Gesundheitsversorgung, Medien und Bankwesen.

### Island
Die Icelandic Sign Language wurde 2004 per Bildungsgesetz anerkannt:
Dieser Leitfaden für den nationalen Lehrplan enthält zum ersten Mal Bestimmungen für den isländischen Sonderunterricht für Schüler, deren Muttersprache nicht Isländisch ist. Außerdem gibt es neue Bestimmungen für den isländischen Sonderunterricht für gehörlose und hörgeschädigte Schüler und den Gebärdensprachunterricht für Gehörlose. Die Ziele des Isländischunterrichts für Zuwanderer und Gehörlose sowie des Gebärdensprachunterrichts fallen unter das Fach Sprachkunst (Isländisch) in der Pflichtschule. […]
Die Gebärdensprache ist von grundlegender Bedeutung für die Entwicklung der Sprache, der Persönlichkeit und des Denkens von gehörlosen Kindern. Für Gehörlose ist die Gebärdensprache die wichtigste Wissensquelle und ihr Weg zur Teilhabe an der isländischen Kultur und an der Kultur der Gehörlosen. Die Gebärdensprache ist für die gesamte schulische Arbeit und für das Leben und Arbeiten der Schüler von großer Bedeutung.
Im Juni 2011 wurde die isländische Gebärdensprache offiziell als Muttersprache anerkannt. In Artikel 3 des Gesetzes Nr. 61/2011 heißt es: „Die isländische Gebärdensprache ist die Muttersprache derjenigen, die sie für Ausdruck und Kommunikation benötigen, sowie ihrer Kinder. Die Regierungsbehörden sollen sie fördern und unterstützen. Alle, die die Gebärdensprache brauchen, sollen die Möglichkeit haben, die isländische Gebärdensprache zu lernen und zu verwenden, sobald ihr Spracherwerb beginnt oder ab dem Zeitpunkt, an dem Taubheit , Hörbehinderung oder Taubblindheit diagnostiziert werden. Ihre unmittelbaren Familienangehörigen sollen das gleiche Recht haben.“

### Italien
Die Italienische Gebärdensprache (Lingua dei Segni Italiana, LIS) wurde am 19. Mai 2021 anerkannt. Obwohl Gegner der LIS-Anerkennung sagen, dass es sich nicht um eine Sprache handelt, da ihr die Grammatik fehlt, wurde ihre Grammatik untersucht.

### Kanada
Die Maritime Sign Language (MSL), die von der British Sign Language abstammt, ist in den kanadischen Seeprovinzen außer Gebrauch geraten. Sie wird nicht offiziell anerkannt und wurde in den Schulen durch ASL ersetzt. Die Halifax School for the Deaf, die von 1856 bis Juni 1961 bestand, unterrichtete in MSL; danach wurde sie von der Interprovincial School for the Education of the Deaf (später umbenannt in Atlantic Provinces Special Education Authority oder APSEA) in Amherst (Nova Scotia), übernommen, bis sie 1995 geschlossen wurde.

#### Föderal
Der Accessible Canada Act (ACA), der am 21. Juni 2019 verabschiedet wurde, erkannte „American Sign Language (ASL), Quebec Sign Language und indigene Gebärdensprachen […] als primäre Sprachen für die Kommunikation gehörloser Menschen in Kanada an.“ Die Inuit Sign Language (IUR), die in Kanadas arktischen Gemeinden verwendet wird, wurde vor Ort von Familien und Gemeinden für ihre gehörlosen Familien und Gemeindemitglieder entwickelt. Auch gehörlose Inuit, die in Südkanada zur Schule gegangen sind, haben ASL gelernt. IUR wurde 2008 im Parlament von Nunavut eingeführt.
Der ACA erkennt ASL nur auf Bundesebene an.

#### Provinzielle und territoriale
- Alberta
  - Die gesetzgebende Versammlung hat einen Antrag zur Anerkennung von ASL als Unterrichtssprache angenommen.[30]
- Manitoba
  - In Manitoba ist ASL seit 1988 gesetzlich anerkannt.[31]
- Ontario
  - Das Bildungsgesetz von Ontario gestattet die Verwendung von ASL und Langue des signes québécoise als Unterrichtssprachen in allen Schulen für gehörlose Schüler in Ontario.[32]
- Saskatchewan
  - Der Accessible Saskatchewan Act erkennt ASL und indigene Gebärdensprachen an und besagt: „Gebärdensprachen werden als primäre Sprachen für die Kommunikation gehörloser Personen in Saskatchewan anerkannt“[33]

### Kenia
Die Kenyan Sign Language (KSL) wird in der Verfassung Kenias von 2010 anerkannt und Artikel 7.3b besagt, dass Kenia ihre Entwicklung und Verwendung fördern wird. Der KSL wird in Artikel 120 (1) offizieller Status zuerkannt, der besagt, dass „die offiziellen Sprachen des Parlaments Swahili, Englisch und Kenyan Sign Language sind und die Geschäfte des Parlaments auf Englisch, Swahili und Kenyan Sign Language geführt werden können.“

### Malta
Die Maltese Sign Language (maltesisch Lingwa tas-Sinjali Maltija - LSM) wurde im März 2016 vom maltesischen Parlament offiziell anerkannt.

### Mexiko
Die Mexican Sign Language (lengua de señas mexicana - LSM) wurde 2003 zur „Nationalsprache“ erklärt und begann, sie in der öffentlichen Gehörlosenausbildung einzusetzen. Die Gehörlosenausbildung in Mexiko hatte sich auf Oralismus (Sprache und Lippenlesen) konzentriert, und nur wenige Schulen boten Unterricht in LSM an.

### Nepal
Obwohl die Nepali Sign Language nicht als Amtssprache der gehörlosen Bevölkerung Nepals anerkannt ist, gibt es einen Gesetzesvorschlag, der die nepalesische Gesetzgebung mit der UN-Konvention über die Rechte von Menschen mit Behinderungen in Einklang bringen soll.

### Neuseeland
Mit der Verabschiedung des New Zealand Sign Language Act 2006 durch das neuseeländische Parlament am 6. April 2006 wurde die Neuseeländische Gebärdensprache neben Englisch und Māori zur dritten Amtssprache des Landes.

### Niederlande
Die Nederlandse Gebarentaal (Niederländische Gebärdensprache, NGT) wurde 2020 gesetzlich anerkannt. Die Partei Christenunion brachte 2010 einen Gesetzentwurf zur Anerkennung der NGT ein, der jedoch nicht verabschiedet wurde.
Im Oktober 2016 schlugen die Abgeordneten Roelof van Laar (Arbeitspartei) und Carla Dik-Faber (Christenunion) einen Gesetzentwurf vor, mit dem die NGT gesetzlich als Amtssprache anerkannt würde. Der Abgeordnete Attje Kuiken (Arbeitspartei) übernahm den Gesetzentwurf im September 2019 (nach Van Laars Ausscheiden) und die Abgeordnete Jessica van Eijs (Demokraten 66) schloss sich Kuiken und Dik-Faber an. Ende des Monats erklärte die Beratungsabteilung des Staatsrats, der Text des Gesetzentwurfs sei noch immer zu vage und erkläre nicht, welche Probleme er angehen solle und wie er dies tun wolle. Es wurde gefragt, ob die im Gesetzentwurf erwähnte „Gehörlosenkultur“ auch rechtlich anerkannt werden müsse und was dieser Begriff gegebenenfalls bedeute.

### Nordmazedonien
Die Macedonian Sign Language (Македонски знаковен јазик - Makedonski znakoven jazik) ist offiziell als „natürliche Art der Kommunikation zwischen Menschen“ anerkannt und wird durch ein Gesetz geregelt, das es jedem in Nordmazedonien erlaubt, sie zu erlernen. Das Gesetz garantiert auch das Recht auf einen Dolmetscher auf Anfrage.

### Norwegen
Die Norsk tegnspråk (NTS, Norwegische Gebärdensprache) ist gesetzlich für den Unterricht anerkannt. Sie ist als eine der Nationalsprachen Norwegens anerkannt.

### Österreich
Die Österreichische Gebärdensprache (ÖGS) wurde 2005 vom österreichischen Parlament anerkannt. Am 1. September 2005 wurde die Verfassung Österreichs um einen neuen Artikel ergänzt: §8 (3) Die Österreichische Gebärdensprache ist als eigenständige Sprache anerkannt. Das Nähere bestimmen die Gesetze.

### Papua-Neuguinea
Im Mai 2015 wurde die Papua New Guinean Sign Language (PNGSL, Papua-Neuguinearische Gebärdensprache) zur vierten Amtssprache des Landes erklärt.

### Philippinen
Artikel 3 des Republikgesetzes Nr. 11106 erklärte die Filipino Sign Language zur nationalen Gebärdensprache des Landes und legte fest, dass sie als offizielles Kommunikationsmedium bei allen Transaktionen, an denen Gehörlose beteiligt sind, und als Unterrichtssprache in der Gehörlosenausbildung anerkannt, unterstützt und gefördert werden soll.

### Peru
Peru hat die Peruvian Sign Language im Jahr 2010 per Gesetz offiziell als nationale Gebärdensprache des Landes anerkannt.

### Portugal
Art. 74, 2 (h): Bei der Umsetzung der Bildungspolitik hat der Staat die Aufgabe, die portugiesische Gebärdensprache als Ausdruck der Kultur und als Instrument für den Zugang zu Bildung und Chancengleichheit zu schützen und zu entwickeln.

### Russland
Die Russian Sign Language (Русский жестовый язык - Russkii zhestovyi jazyk) ist seit 2012 gesetzlich anerkannt. Seit der Verabschiedung des Bundesgesetzes zum Schutz von Menschen mit Behinderungen und der Umsetzung der UN-Konvention über die Rechte von Menschen mit Behinderungen wurden die Dienste in russischer Gebärdensprache stark ausgebaut. Ein UN-Bericht aus dem Jahr 2018 stellte beispielsweise fest, dass in Russland jedem Menschen pro Jahr zwischen 40 und 240 Stunden kostenlose Verdolmetschung zur Verfügung gestellt werden.

### Schweden
Schweden war eines der ersten Länder der Welt, das eine Gebärdensprache (Schwedische Gebärdensprache) offiziell als Sprache anerkannt hat, was zu einer Ausweitung des Angebots an Kursen in den Schulen geführt hat.

### Schweiz
Bisher wurde keine der Gebärdensprachen anerkannt.

### Simbabwe
Die Zimbabwean sign languages, zusammengefasst als „Gebärdensprache“, werden in der Verfassung Simbabwes von 2013 als eine der sechzehn „offiziell anerkannten Sprachen Simbabwes“ anerkannt.

### Slowakei
Die Slowakische Gebärdensprache wurde 1995 per Gesetz anerkannt.

### Spanien
Im Jahr 2007 verabschiedete das spanische Parlament, die Cortes Generales, das Gesetz 27/2007 (23. Oktober 2007).

#### Valencia
Article 13,4: Die Generalität garantiert die Verwendung der eigenen Gebärdensprache der Gehörlosen, die gelehrt, geschützt und respektiert werden muss.

### Sri Lanka
Einem Bericht vom 23. September 2010 zufolge wurde die Sri Lankan Sign Language offiziell anerkannt.

### Südafrika
Bis 2023 wurde die South African Sign Language (SASL) in der Verfassung des Landes nicht ausdrücklich als Amtssprache anerkannt. Der Begriff „Gebärdensprache“ wird allgemein verwendet.
Am 13. November 2009 trat der Verfassungsprüfungsausschuss zusammen, um die Möglichkeit zu prüfen, SASL zur 12. Amtssprache Südafrikas aufzuwerten. Im Mai 2022 wurde der 18. Verfassungsänderungsentwurf zur Erhebung von SASL zur Amtssprache zur öffentlichen Kommentierung veröffentlicht. Im Mai 2023 wurde der Entwurf vom Parlament abgestimmt und am 19. Juli 2023 in Kraft gesetzt.

### Südkorea
Die südkoreanische Nationalversammlung hat am 31. Dezember 2015 ein Gesetz verabschiedet, das die koreanische Gebärdensprache als eine der offiziellen Sprachen Koreas anerkennt.

### Taiwan
Die Taiwanese Sign Language wurde erstmals 2019 durch das Nationalsprachengesetz als Nationalsprache Taiwans anerkannt.

### Tschechische Republik
Die Český znakový jazyk (ČZJ, Tschechische Gebärdensprache) erlangte mit der Verabschiedung des Gebärdensprachengesetzes 155/1998 Sb („Zákon o znakové řeči 155/1998 Sb“) rechtliche Anerkennung.

### Thailand
Die Thai Sign Language wurde am 17. August 1999 in einer vom Staatssekretär für Bildung im Namen der königlich-thailändischen Regierung unterzeichneten Entschließung als „Nationalsprache der Gehörlosen in Thailand“ anerkannt. Sie bekräftigte das Recht der Gehörlosen, die Sprache zu Hause und in der Schule zu lernen. Einem Bericht von Charles Reilly vom 13. Oktober 1999 zufolge „wird die Regierung konkrete Maßnahmen ergreifen, darunter die Einstellung von Gehörlosen als Lehrer und Ausbilder für Gebärdensprache in Gehörlosenschulen sowie die Bereitstellung von Dolmetschern für Gehörlose im Hochschulwesen.“

### Türkei
Die Türkische Gebärdensprache wird von der Gehörlosengemeinschaft des Landes verwendet. Am 1. Juli 2005 verabschiedete die Große Nationalversammlung der Türkei ein aktualisiertes Behindertengesetz (Nr. 5378), das sich auf die Gebärdensprache bezieht. Laut Gesetz Nr. 15 ist die Gebärdensprache in der Gehörlosenausbildung zu verwenden; Gesetz Nr. 30 schreibt vor, dass Gehörlosen Gebärdensprachdolmetscher zur Verfügung gestellt werden müssen. Im Parlament wurde über die Entwicklung einer standardisierten Gebärdensprache diskutiert.

### Uganda
Am 8. Oktober 1995 verabschiedete Uganda eine neue Verfassung, die die Entwicklung einer Gebärdensprache für Gehörlose förderte. Die Ugandan Sign Language wurde nicht spezifiziert. Der 25-jährige Alex Ndeezi, von 2000 bis 2014 Geschäftsführer der Uganda National Association of the Deaf, wurde 1996 ins Parlament gewählt.
XXIV (iii). The State shall […] promote the development of a sign language for the deaf.|source=National Objectives and Directive Principles of State Policy, Constitution of Uganda

### Uruguay
Obwohl Uruguay keine „offiziellen“ Sprachen hat, wurde die Uruguayan Sign Language (Lengua de señas uruguaya - LSU) am 10. Juli 2001 gesetzlich als Sprache gehörloser Menschen anerkannt.
Im Gesetz 18.437 von 2008 (Ley General de Educación, 12. Dezember 2008) gilt LSU (zusammen mit uruguayischen Spanisch und uruguayischen Portugiesisch) als Muttersprache der uruguayischen Bürger. In Grundsatzdokumenten der Comisión de Políticas Lingüísticas en la Educación Pública (Kommission für öffentliche Bildungssprachenpolitik, Teil der Administración Nacional de Educación Pública oder ANEP) wird vorgeschlagen, dass LSU die Hauptsprache der Gehörlosenbildung sein soll.

### Venezuela
Die Venezuelan Sign Language wurde am 12. November 1999 in der Verfassung des Landes anerkannt.

### Vereinigte Staaten
Die amerikanische Bundesregierung erkennt keine Sprache, weder gesprochen noch gebärdet, als Amtssprache an. Mehrere US-Universitäten akzeptieren jedoch Kreditpunkte für die American Sign Language, um ihre Fremdsprachenanforderungen zu erfüllen. In einigen Bundesstaaten ist das Studium der amerikanischen Gebärdensprache als Fremdsprachenkredit auf Highschool-Ebene zulässig. Im Jahr 2015 war Kalifornien der erste US-Bundesstaat, der Leitlinien für die Sprachentwicklung von Kindern gesetzlich festlegte, deren Muttersprache eine Gebärdensprache ist.

### Vereinigtes Königreich
Die British Sign Language (BSL) wurde 2003 von der britischen Regierung ohne Gesetzgebung anerkannt.
BSL wurde 2022 vom britischen Parlament als Sprache Englands, Schottlands und Wales anerkannt. Am 28. April 2022 erhielt der British Sign Language Act 2022 die königliche Zustimmung, wodurch BSL einen ähnlichen Status wie Walisisch in Wales und Schottisch-Gälisch in Schottland erhielt und die britische Regierung, öffentliche Stellen und englische Kommunalbehörden verpflichtet wurden, die Verwendung von BSL zu fördern. Diese Verpflichtung wurde jedoch nicht auf übertragene Angelegenheiten für Schottland und Wales ausgedehnt.

#### Wales
BSL wurde 2004 von der walisischen Regierung in nichtlegislativer Form anerkannt.
Mit der Verabschiedung des Gesetzesentwurfs zur Britischen Gebärdensprache (BSL) (Wales) von Mark Isherwood könnte BSL vom Sened als Sprache von Wales anerkannt werden. Dadurch erhält BSL in Wales einen ähnlichen Status wie Walisisch und erhält die walisische Regierung und öffentliche Stellen die Pflicht, die Verwendung von BSL zu fördern.

#### Schottland
BSL wurde 2011 von der schottischen Regierung nichtlegislativ anerkannt.
BSL wurde 2015 vom Scottish Parliament als Sprache Schottlands anerkannt. Am 22. Oktober 2015 erhielt der British Sign Language (Scotland) Act 2015 die königliche Zustimmung, wodurch BSL in Schottland einen dem Schottischen Gälisch ähnlichen Status erhielt und die schottische Regierung, öffentliche Stellen und lokale Behörden dazu verpflichtet wurden, die Verwendung von BSL zu fördern.

#### Nordirland
Die BSL und Irish Sign Language (ISL) wurden 2004 vom Northern Ireland Office ohne Gesetzgebungsbefugnis anerkannt.
Im Jahr 2024 wird der Minister für Gemeinden „Vorschläge zur Erhöhung der Zahl der Dolmetscher vorlegen und schließlich ein Gesetz zur Gebärdensprache einbringen“. Anders als in England, Schottland und Wales gibt es in Nordirland zwei Gebärdensprachen – BSL und ISL. Daher würde das Gesetz sowohl ISL als auch BSL anerkennen.

#### Metropolen

##### Großraum London
Im Jahr 2023 unterzeichnete der Mayor of London, Sadiq Khan, die Charter for British Sign Language der British Deaf Association, „um Diskriminierung zu bekämpfen, Gehörlosengemeinschaften zu stärken und die Beziehungen zwischen Organisationen des öffentlichen Sektors und Gehörlosengemeinschaften zu verbessern“.

##### Großraum Manchester
Als Kandidat für das Amt des Bürgermeisters von Greater Manchester versprach Andy Burnham im Jahr 2024, bei allen Live-Streams der Sitzungen der Greater Manchester Combined Authority die Verwendung von BSL-Zeichen vorzuschreiben: „Ich werde ein Wahlversprechen abgeben, dass ich ab Beginn meiner nächsten Amtszeit, sollte ich das Glück haben, eine solche zu haben, dafür sorgen werde, dass alle Sitzungen der Greater Manchester Combined Authority live in BSL übertragen werden.“